# Prva hrvatska nogometna liga na pijesku
Prva hrvatska nogometna liga na pijesku (1. HNLP) je prvenstvo Hrvatske u nogometu na pijesku.
Prvo prvenstvo Hrvatske održano je od sredine kolovoza do početka rujna 2021. Održalo se u Umagu i Velikoj Gorici. Sudjelovale su sljedeće ekipe: Beasal Gorovo (Opatija), SU Dupla kruna / KNP Dupla kruna (Pula), KNP Fusio (Zagreb), KNP Pješčana oluja (Zagreb), KNP Umag, KNP Varadero (Zagreb). Iako je sudjelovao na prvom plenumu klubova nogometa na pijesku, odnosno bio jedan od sedam klubova "osnivača" te je inicijalno trebao sudjelovati u Prvenstvu, MNK Olmissum Omiš nije sudjelovao - nije ga ni bilo u kalendaru natjecanja 1.HNLP za 2021. objavljenom mjesec dana nakon tog plenuma. Ostali klubovi "osnivači" sudjelovali su u prvoj sezoni Prvenstva.
Održava se pod okriljem Hrvatskog nogometnog saveza, točnije Komisije za mali nogomet i nogomet na pijesku HNS-a.
Prve utakmice prvog Prvenstva odigrane su 14. kolovoza 2021. u Umagu - svi klubovi su nastupili toga dana, a povijesno prvu utakmicu odigrali su Pješčana oluja Zagreb i Umag. Prvu utakmicu prvog prvenstva Hrvatske u nogometu na pijesku sudili su Nikola Sedlar (glavni sudac), Dino Kramar i Sanja Čubelić (pomoćni suci).

## Popis klubova koji su sudjelovali (2021. – 2023.)
U zagradi je godina prvog nastupa na Prvenstvu.
Poredani abecedno prvo po sjedištu kluba pa zatim po nazivu, preskačući kraticu/oznaku vrste kluba.
ugašeni klubovi
- KNP Beasal Gorovo, Opatija (2021.)
- KNP Pula, Pula (2021.) / SU Dupla kruna, KNP Dupla kruna
- HNK Segesta, Sisak (2023.)
- KNP Umag, Umag (2021.)
- KNP Fusio, Zagreb (2021.)
- KNP Pješčana oluja, Zagreb (2021.)
- KNP Varadero, Zagreb (2021.)
- NK Booblo, Zaprešić (2023.)

## Izdanja
Bodovanje
3 boda za pobjedu, 1 za nerješeno, 0 za poraz. Ukoliko dva kluba imaju isti broj bodova, prvo se gleda ??(gol-razlika ili zabijeni golovi).
Format natjecanja
2021. – 2023.
Natjecanje se odigrava u nekoliko dana koji mogu, ali ne moraju biti uzastopni i sve utakmice kola odigravaju se isti dan, odnosno svi klubovi igraju na isti dan. Moguće je da klub u jednom danu odigra dvije utakmice, odnosno dva kola, jer se ponekad dva kola igraju u istom danu (uglavnom jedno ujutro, drugo poslijepodne). Prvenstvo se održava u dva dijela. Prvi dio ekipe igraju jednokružno. U drugom dijelu prema ljestvici nakon prvog dijela, 1. igra protiv 2. kao finale, 3. protiv 4. kao utakmica za treće mjesto, 5. protiv 6., itd.
Kazalo
* U zagradi je broj klubova koji je inicijalno trebao sudjelovati u Prvenstvu; izbačeni ili odustali.
| Lokacija                                                      | Godina | Broj ekipa | Broj ekipa           | Prvaci               | #2                   | #3                    | #4                   | #1 nakon osnovnog dijela | #1 nakon osnovnog dijela | Najbolji strijelac   | Najbolji strijelac        | Ref                         |
| ------------------------------------------------------------- | ------ | ---------- | -------------------- | -------------------- | -------------------- | --------------------- | -------------------- | ------------------------ | ------------------------ | -------------------- | ------------------------- | --------------------------- |
| Lokacija                                                      | Godina | liga*      | doigr.               | Prvaci               | #2                   | #3                    | #4                   | Klub                     | P–N–I (BP)               | Golovi               | Igrač (Klub)              | Ref                         |
| Sisak, Zagreb (Jarun)                                         | 2023.  | 5 (6)      | 2                    | Segesta Sisak        | Fusio Zagreb         | Umag                  | Booblo Zaprešić      | Segesta                  | 3–0–1 (+0)               | 10                   | Fran Božičević (Varadero) | [ 12 ] [ 13 ]               |
| Sisak, Zagreb (Jarun)                                         | 2023.  | 5 (6)      | 2                    | 3:2                  | 3:2                  | 4:3                   | 4:3                  | Segesta                  | 3–0–1 (+0)               | 10                   | Fran Božičević (Varadero) | [ 12 ] [ 13 ]               |
| Sisak                                                         | 2022.  | 6          | nije održano zbog ?? | nije održano zbog ?? | nije održano zbog ?? | nije održano zbog ??  | nije održano zbog ?? | nije održano zbog ??     | nije održano zbog ??     | nije održano zbog ?? | nije održano zbog ??      | [ 14 ] [ 15 ]               |
| Opatija, Petrovija, Pula, Umag, Velika Gorica, Zagreb (Jarun) | 2021.  | 6          | 2                    | Fusio Zagreb         | Dupla kruna Pula     | Pješčana oluja Zagreb | Umag                 | Fusio                    | 4–0–1 (+0)               |                      | ()                        | [ 16 ] [ 17 ] [ 18 ] [ 19 ] |
| Opatija, Petrovija, Pula, Umag, Velika Gorica, Zagreb (Jarun) | 2021.  | 6          | 2                    | w/o                  | w/o                  | 9:5                   | 9:5                  | Fusio                    | 4–0–1 (+0)               |                      | ()                        | [ 16 ] [ 17 ] [ 18 ] [ 19 ] |